# Shichuan, Zhang
Shichuan är en köping i nordvästra Kina. Den ligger i Zhang härad i staden Dingxi i provinsen Gansu, omkring 170 kilometer söder om provinshuvudstaden Lanzhou. Antalet invånare är 12 430. Befolkningen består av 6 038 kvinnor och 6 398 män. Barn under 15 år utgör 20,0 %, vuxna 15-64 år 71 %, och äldre över 65 år 7,0 %.